# Domenicus ver Wilt
Domenicus ver Wilt var en nederlandsk kunstner, der var virksom i Sverige mellem 1556 og 1566. Han malede blandt andet et portræt af Kong Erik 14.
Wilt blev medlem af Antwerpen's kunstnersamfund Sankt Lukasgildet i 1555. Han kom til Sverige i 1556, og blev omtalt der for første gang den 6. januar 1557. Han kom snart i hertug Eriks tjeneste og fulgte ham år 1558 til Kalmar. Han virker først og fremmest at have været ansat til at udarbejde kartoner som forlæg for vævede tapeter.